# دوغلاس فييرا
دوغلاس فييرا (12 نوفمبر 1987 في البرازيل – )؛ هو لاعب كرة قدم كان يلعب كمهاجم.

## وصلات خارجية
- دوغلاس فييرا على موقع رابطة كرة القدم اليابانية للمحترفين (اليابانية)
- دوغلاس فييرا على موقع قاعدة بيانات كرة القدم.إي يو (الإنجليزية)
- دوغلاس فييرا على موقع Soccerway.com (الإنجليزية)
- دوغلاس فييرا على موقع عالم كرة القدم.نت (الإنجليزية)